# Francesco del Giudice
Francesco Del Giudice (Nápoles, 7 de dezembro de 1647 — Roma, 10 de outubro de 1725) foi um cardeal napolitano, , inquisidor-mor de Espanha, arcebispo de Monreale e decano do Colégio dos Cardeais.

## Biografia
Era o quinto de quinze filhos de Nicolò del Giudice, príncipe de Cellamare, duque de Giovinazzo, e Ippolita Palagana. Era tio dos cardeais Nicolò Caracciolo e Nicolò del Giudice.
Referendário do Tribunal da Assinatura Apostólica, foi também vice-legado em Bolonha, Governador de Fano, Clérigo da Câmara Apostólica, Governador de Roma e vice-camerlengo da Santa Igreja.

## Vida religiosa
Criado cardeal-presbítero no consistório realizado em 13 de fevereiro de 1690, pelo Papa Alexandre VIII, recebendo o barrete cardinalício e o título de Santa Maria do Povo em 10 de abril. Foi concedida a permissão para receber as ordens sacras em 19 de dezembro de 1691, embora sem nenhuma outra informação encontrada sobre o recebimento das ordens sagradas. Recusou a promoção para a sé metropolitana de Salerno, em 1696. Encarregado dos assuntos da Espanha, em Roma, entre 1698 e 1699. Passa para o título de Santa Sabina, em 30 de março de 1700. Teve permissão para aceitar e exercer o cargo de vice-rei e capitão geral do reino da Sicília em 15 de dezembro de 1701.
Eleito arcebispo de Monreale em 14 de janeiro de 1704, teve concedida licença para receber a consagração episcopal de qualquer bispo, assistido por dois ou três outros bispos. Então, foi consagrado em 10 de fevereiro na Casa Professa dos Jesuítas, em Palermo, por Giuseppe Gasch, arcebispo de Palermo, assistido por Annibale Termini, bispo de Siracusa, e por Bartolomeo Castelli, bispo de Mazzara. Foi concedida licença para se ausentar de sua arquidiocese por dois anos enquanto ocupava os cargos de vice-rei e capitão-geral da Sicília.
Foi nomeado Inquisidor-geral na Espanha em 2 de junho de 1711, sendo concedida licença para se ausentar de sua arquidiocese por três anos no exercício de seu cargo, na Espanha, em 24 de julho de 1711. Ele desempenhou um papel muito ativo politicamente durante seu mandato. Melchor de Macanaz, intendente regalista influente de Aragão, a quem ele se opôs, teve bloqueadas suas nomeações como arcebispo de Toledo em 1713. Seu decreto de julho de 1714 condenando escritos regalista o fez perder o favor real e ir em exílio para Bayonne, mas a morte da rainha Maria Luísa de Saboia e da perda de poder da princesa de Ursinos lhe permitiu voltar no mesmo ano. Ele foi preceptor do príncipe das Astúrias e ministro de Estado em 1714, perdendo seu posto em 1716 devido a desavenças com o cardeal Giulio Alberoni, quando retornou à Itália em 1717.
Passa para a ordem dos cardeais-bispos e assume a sé suburbicária de Palestrina, mantendo a administração de Monreale, em 12 de julho de 1717. Passa para a sé de Frascati em 3 de março de 1721. Em 12 de junho de 1724, assume a suburbicária de Ostia–Velletri, sé do decano do Sacro Colégio dos Cardeais. Em 15 de fevereiro de 1725, resigna-se da Sé de Monreale.
Morreu em 10 de outubro de 1725, em Roma, após ter recebido todos os sacramentos da igreja. Transferido na manhã seguinte à igreja de San Marcello, onde o funeral teve lugar em 12 de outubro de 1725, com a participação do papa. À meia-noite, foi transferido para a igreja de Santa Maria sopra Minerva, com a cavalaria correspondente ao decano do Sacro Colégio dos Cardeais, e enterrado naquela igreja, temporariamente, até sua translação para Nápoles. Está sepultado no túmulo de seus ancestrais na igreja del Carmine, em Nápoles.

## Conclaves
- Conclave de 1691 - participou da eleição do Papa Inocêncio XII[2]
- Conclave de 1700 - participou da eleição do Papa Clemente XI[2]
- Conclave de 1721 - participou da eleição do Papa Inocêncio XIII[2]
- Conclave de 1724 - participou da eleição do Papa Bento XIII[2]